# Bützow
Bützow är en stad i distriktet Rostock, i det nordtyska förbundslandet Mecklenburg-Vorpommern med omkring 8 200 invånare.
Staden ingår i kommunalförbundet Amt Bützow-Land tillsammans med kommunerna Baumgarten, Bernitt, Dreetz, Jürgenshagen, Klein Belitz, Penzin, Rühn, Steinhagen, Tarnow, Warnow och Zepelin.

## Geografi
Bützow är belägen mellan sjön Bützower See, som ligger nordost om staden, och floden Warnow. Floden Nebel mynnar ut i Warnow vid Bützow.

## Historia
Bützow omnämns för första gången år 1171. Under 1200-talet fick staden sina stadsrättigheter (1236) och blev residensstaden för biskoparna av Schwerins stift sedan 1239. Efter tyska reformationen sekulariserades stiftet (mellan 1540 och 1550) och staden förvaltades av de mecklenburgska hertigarna. Bützow tillföll slutligen hertigdömet Mecklenburg vid Westfaliska freden (1648).
År 1760 inrättades ett universitet i staden, vilket dock redan 1789 sammanslogs med Rostocks universitet.

### Befolkningsutveckling
Befolkningsutveckling  i Bützow
Källa:,,, 

## Vänorter
Staden Bützow har följande vänorter:
- Eckernförde i Tyskland (sedan 1990)
- Sillamäe i Estland
- Straelen i Tyskland (sedan 2001)
- Bremen-Osterholz i Tyskland, stadsdel i Bremen (sedan 2010)

## Galleri

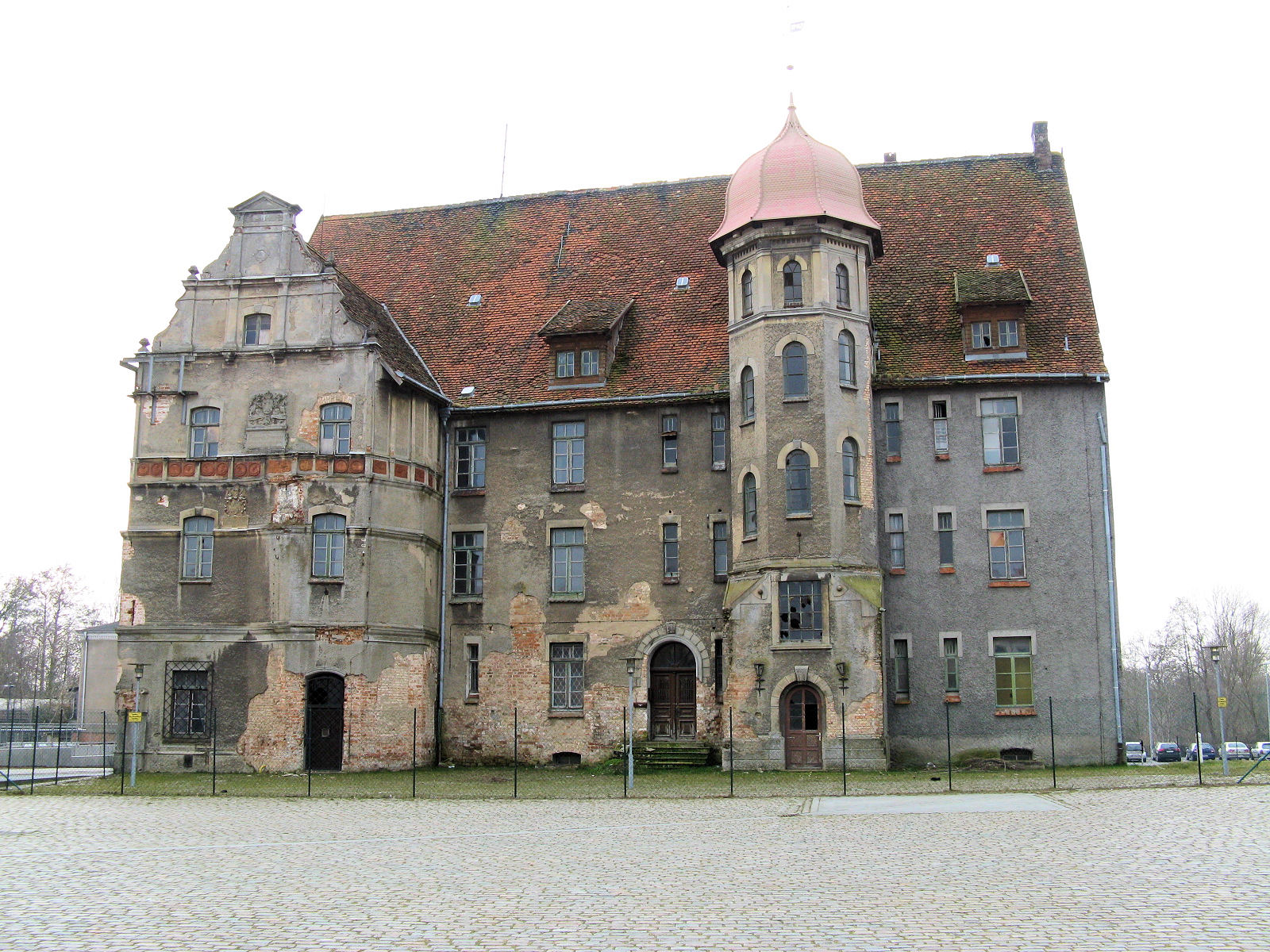
Slottet i Bützow
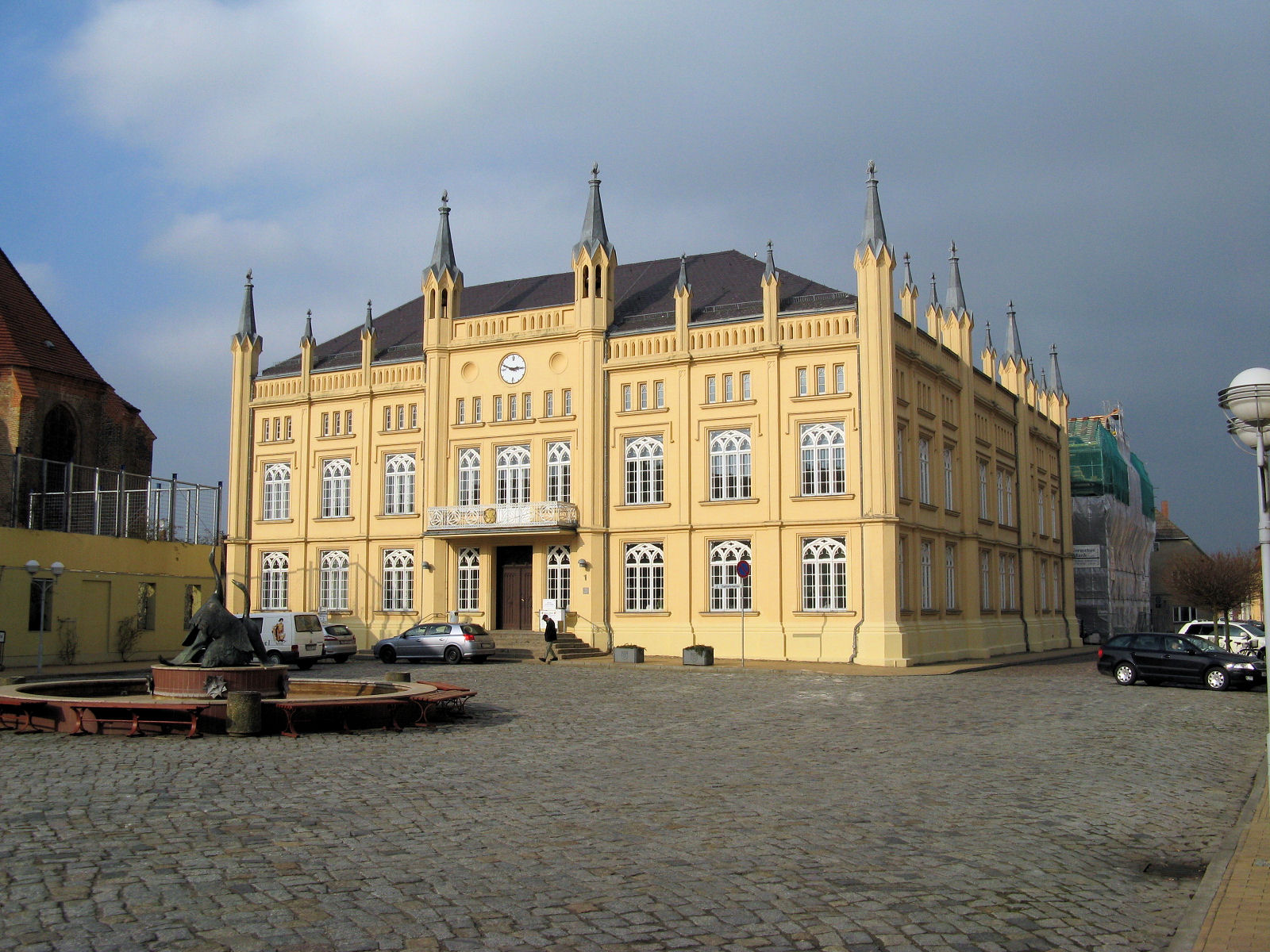
Rådhuset i Bützow
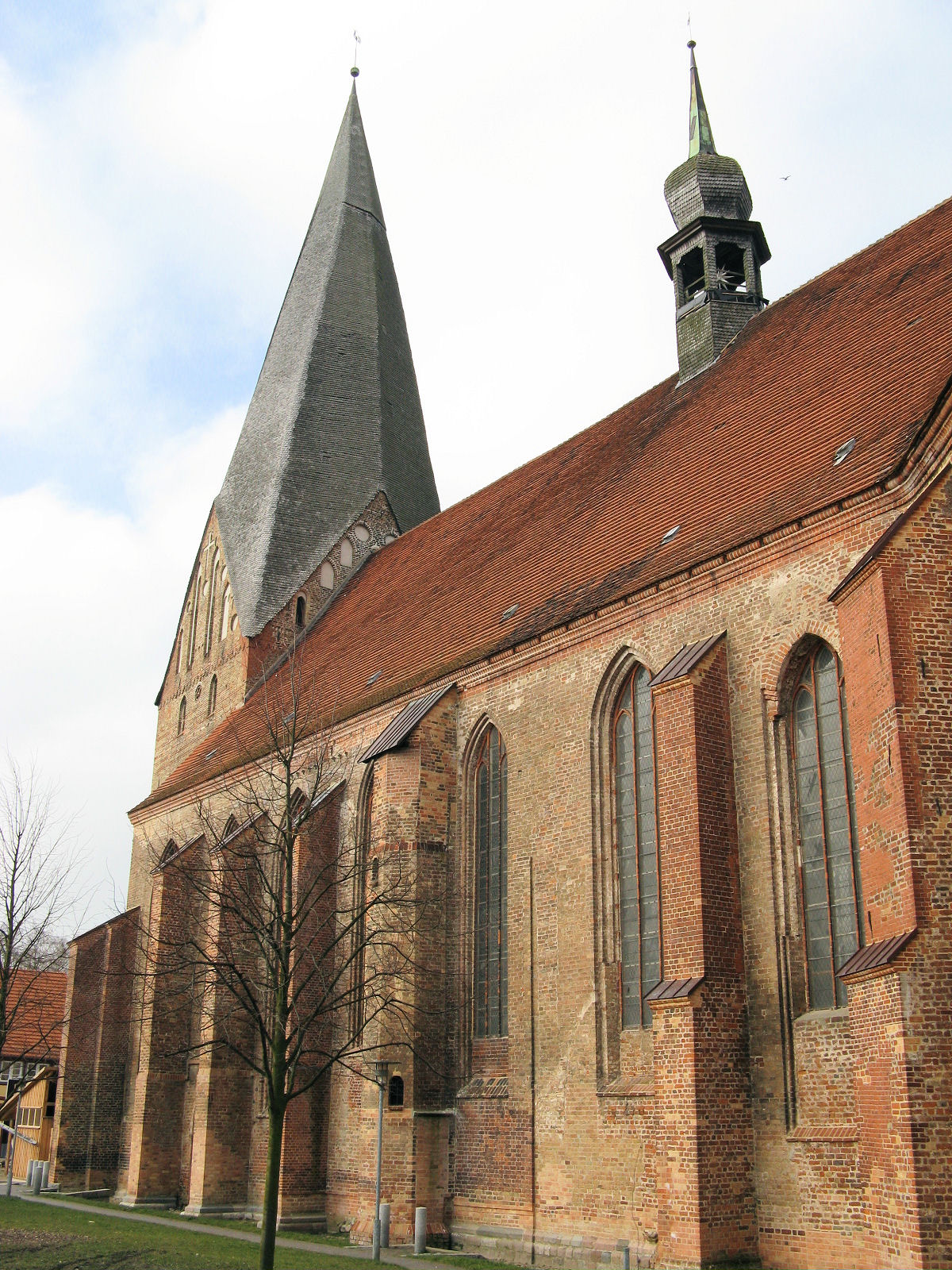
Stiftskyrkan i Bützow